# Archettes
Archettes ist eine französische Gemeinde mit 1110 Einwohnern (Stand 1. Januar 2022) im Département Vosges in der Region Grand Est (bis 2015 Lothringen). Sie gehört zum Arrondissement Épinal und zum Gemeindeverband Épinal.

## Geografie
Die Gemeinde Archettes liegt an der oberen Mosel, sieben Kilometer südöstlich von Épinal.

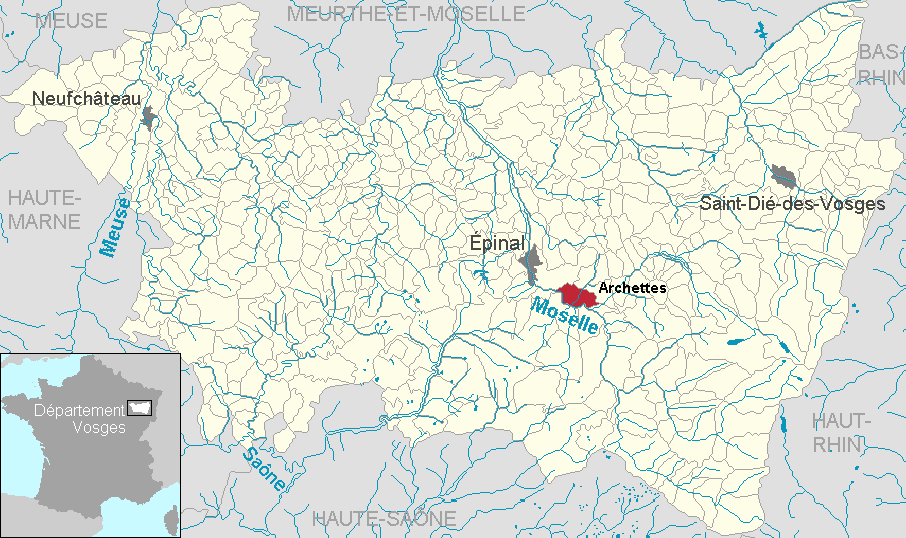
Lage der Gemeinde Archettes im Département Vosges

Das fast 14 km² umfassende Gemeindegebiet von Archettes erstreckt sich vom rechten Ufer der Mosel, die auch die südliche und westliche Gemeindegrenze bildet, bis auf die Höhen beiderseits des Flüsschens Ruisseau d’Argent (Silberbach), der das Gemeindeareal von Nordosten nach Südwesten durchquert und in die Mosel mündet. Das Moseltal im Bereich von Archettes liegt etwa 350 Meter über dem Meer, am nördlichsten Punkt des Gemeindeareals wird mit 507 Metern über dem Meer die maximale Höhe erreicht, die im 100 ha umfassenden Anteil der Gemeinde am 50 km² großen Forêt communale d’Épinal liegt. Auch der Osten der Gemeinde wird von Wäldern beherrscht: hier ist es der 4 km² große Forêt domaniale de Tannières.
Mit Ausnahme einiger Bergbauernhöfe beschränkt sich das Siedlungsgebiet auf die Tallagen an Mosel und Ruisseau d’Argent. Acker- und Wiesenflächen machen etwa die Hälfte des Gemeindegebietes aus.
Zu Archettes gehören die Ortsteile und Weiler Le Bois Formé, Mont le Rupt, L'Eremitage, Ancienne Tissage Sarrazin, Cense des Arpents und La Goutte.
Nachbargemeinden von Archettes sind Épinal und La Baffe im Norden, Cheniménil im Osten, Jarménil und Pouxeux im Südosten sowie Arches im Süden und Westen.

## Geschichte
Die Namensverwandtschaft mit der Nachbargemeinde Arches am gegenüberliegenden Moselufer ist auffällig. Der gemeinsame Ursprung ist wahrscheinlich das lateinische arculae, was mit Bögen/Tore übersetzt werden kann. Gemeint sind die Bögen der Moselbrücke, die beide Orte miteinander verbindet. Es wird angenommen, dass eine Vorgängerbrücke aus gallorömischer Zeit existiert haben muss.
Vor der Französischen Revolution trennte der Silberbach (Ruisseau d’Argent) das Siedlungsgebiet in zwei Teile, die unterschiedlicher Gerichtsbarkeit unterlagen. Das Gebiet links oder östlich des Silberbaches gehörte zum Bann von Arches und unterstand der Vogtei Remiremont. Westlich oder rechts des Baches begann das Einflussgebiet der baillage (Ballei) von Épinal. Die Trennung hielt auch nach der Gemeindegründung im Bereich der Waldnutzung an, erst 1897 wurden die Probleme durch die Schaffung des Forêt domaniale de Tannières geklärt.
Die Kirche Saint-Léger (Léger d’Autun geweiht) wurde im 19. Jahrhundert generalüberholt. Zum Inventar gehört eine Madonna mit Kind aus dem 16. Jahrhundert, die aus einem ehemaligen Kloster Épinals kam. Teile des Altars sowie Kerzenhalter stammen aus einer Kapelle im Ort, die 1789 zerstört wurde.
Das Wappen von Archettes dokumentiert die verschiedenen Aspekte der Vergangenheit und Gegenwart der Gemeinde: die Bogenbrücke über die Mosel, den Waldreichtum, die Wasserkraft, die einst Papiermühlen antrieb und die Reste eines gallorömischen Tempels des Mercurius.
Am 22. September 1944 wurde Archettes von den Amerikanern befreit, an jedem 22. September findet eine Gedenkfeier im Ort statt.

### Bevölkerungsentwicklung
| Jahr      | 1962 | 1968 | 1975 | 1982 | 1990 | 1999 | 2006 | 2012 | 2021 |
| Einwohner | 883  | 949  | 1015 | 1072 | 1038 | 1077 | 1102 | 1081 | 1107 |

Im Jahr 2014 wurde mit 1112 Bewohnern die bisher höchste Einwohnerzahl ermittelt. Die Zahlen basieren auf den Daten von INSEE.

## Sehenswürdigkeiten
- Kirche Saint-Léger
- Eiche der Jungfrau im Forêt domaniale de Tannières, hier findet jeweils am 15. August eine Messe statt
- Reste eines gallorömischen Heiligtums im Forêt domaniale de Tannières
- Gefallenendenkmal

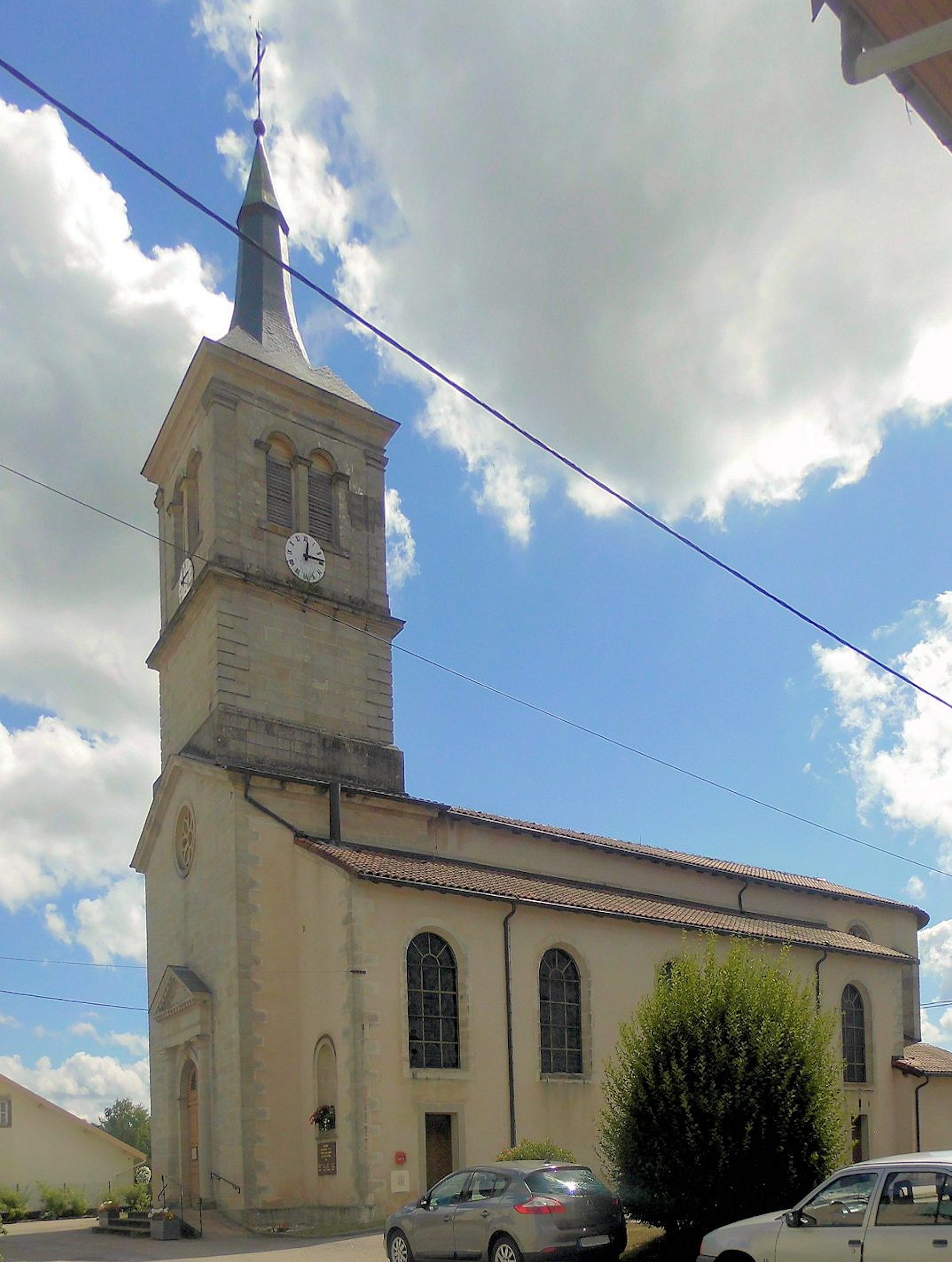
Kirche Saint-Léger in Archettes
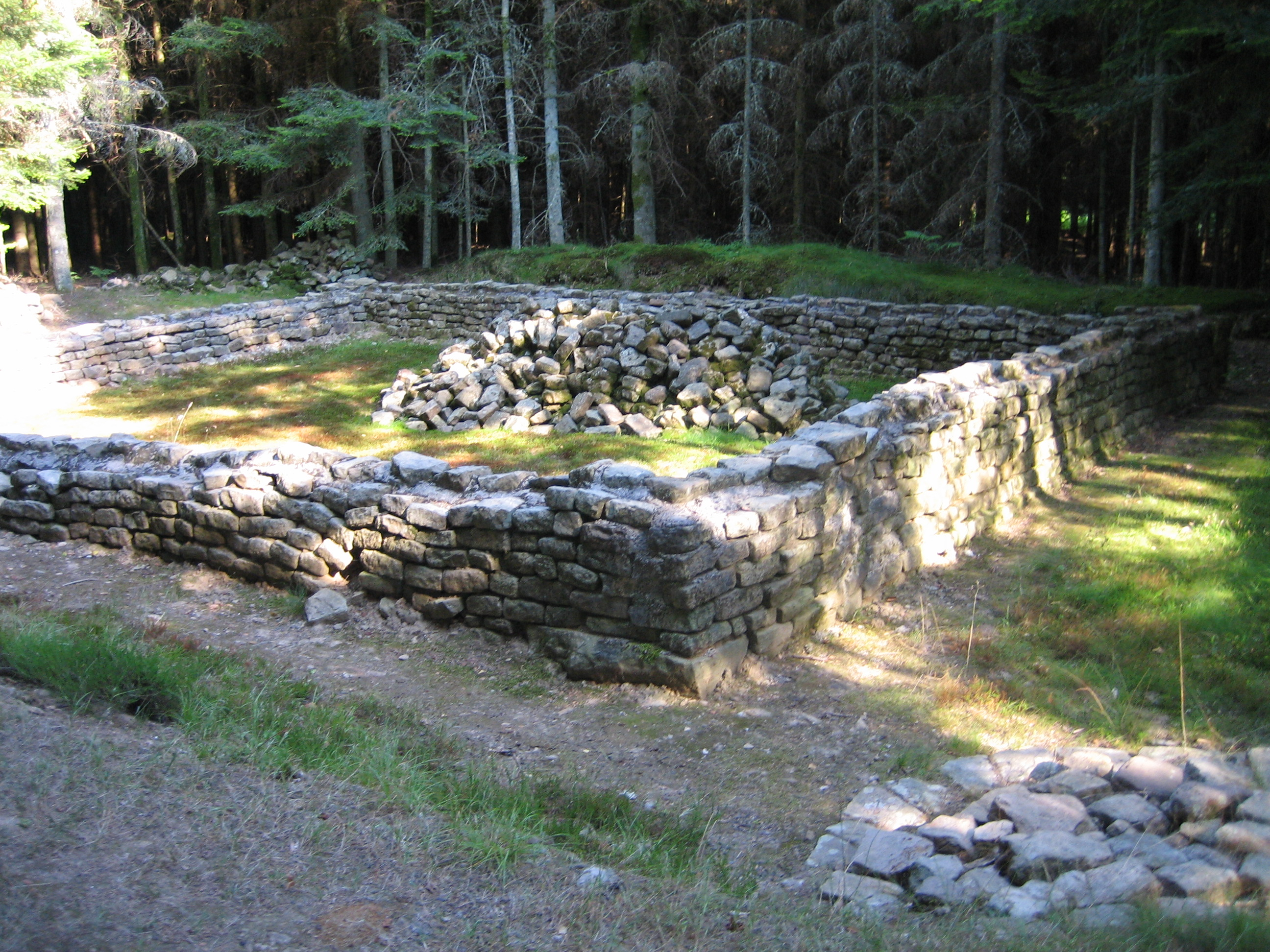
Dem Mercurius (Teutates) geweihter Gallo-römischer Umgangstempel im Wald von Tannières
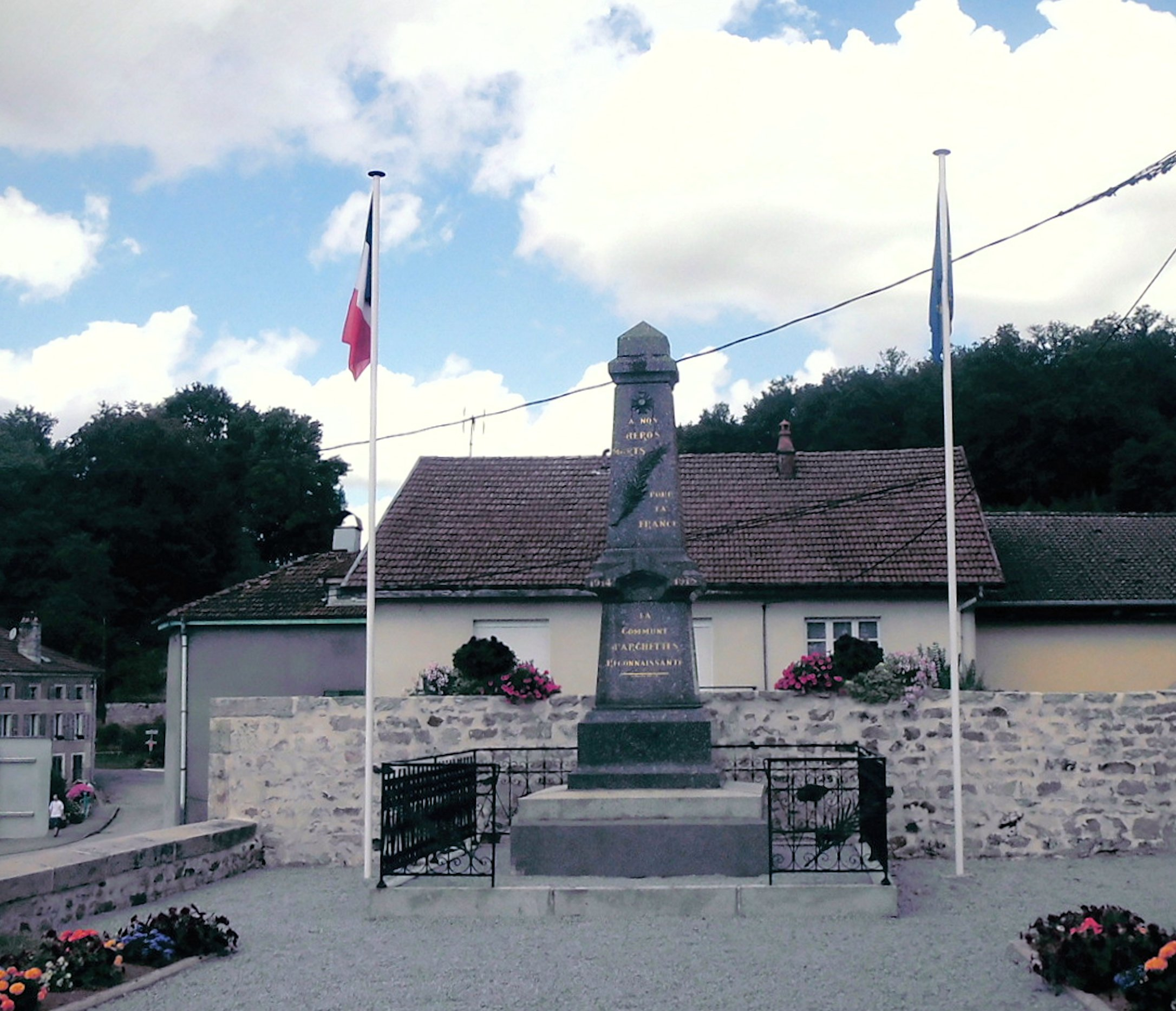
Gefallenendenkmal

## Wirtschaft und Infrastruktur
Forst- und Landwirtschaft spielen auch heute noch eine Rolle in Archettes. In der Gemeinde sind sieben Landwirtschaftsbetriebe ansässig (Kartoffelanbau, Milchwirtschaft, Rinderzucht). Darüber hinaus haben sich kleinere Handwerks- und Handelsbetriebe angesiedelt, unter anderem auch das Kunsthandwerk im Bereich Porzellan- und Fliesendekoration. Viele Erwerbstätige pendeln in die zahlreichen Gewerbegebiete der Nachbargemeinden im Moseltal.
Archettes ist Grundschul- und Kindergartenstandort.
Durch Archettes führt parallel zur Mosel die Fernstraße D 42 von Épinal nach Éloyes. In Arches an der gegenüberliegenden Moselseite besteht Anschluss an die zweispurige Nationalstraße 57 (Épinal-Remiremont) und die Eisenbahnstrecken Nancy–Épinal–Remiremont sowie Épinal–Saint-Dié-des-Vosges–Straßburg.

## Belege
1. ↑  Archettes auf INSEE
2. ↑  Landwirtschaftsbetriebe auf annuaire-mairie.fr (französisch)